# Петро Арон
Петро ІІІ Арон (рум. Petru Aron, Петру Арон; *невід.-†1467) — господар Молдови, син Олександра «Доброго».

## Біографія
Неповнолітній Олександр II за сприяння польського короля Казимира IV Ягеллончика 1450 року отримав молдовський трон з допомогою війська під проводом олеського старости старости Яна з Сенна та Олеська (Сененського). У цьому ж році проти нього розпочав війнуБогдан IV — син Богдана, брата Олександра «Доброго». Молдовський господар Олександр II знайшов притулок в Польщі та просив про допомогу.
Петро Арон 26 жовтня 1451 в битві біля Русен під Сучавою позбавив Богдана IV життя та зайняв його місце. Таку саму долю готував він і Олександру ІІ, але той сховався в Білгороді і з допомогою польського короля був посаджений на молдовський трон, в 1453 склав присягу на вірність польському королеві.
В 1455 Петро Арон отруїв Олександра ІІ та зайняв молдовський трон. 26 червня 1456 Петро Арон склав перед королівським послом Андрієм Одровонжем в Сучаві присягу на вірність польському королю.
29 травня 1453 турки взяли Константинополь. Петро Арон з 5 липня 1456 почав платити туркам щорічну данину в розмірі 2000 червоних злотих. Це була перша уступка Молдови туркам, яку вони пізніше використали, щоб поширити свій вплив на Молдову.
1458 року Стефан III Великий усунув з трону Петра Арона, який утік до Польщі. Стефан ІІІ вимагав його видати; отримавши відмову, напав на Галичину і Поділля. Коли Стефан ІІІ, як і його попередники, 1459 року склав присягу на вірність польському королю, він поставив умову, щоб Петра Арона утримували у віддаленому від волоських кордонів місці.